# Echium boissieri
Echium boissieri är en strävbladig växtart som beskrevs av Steudel. Echium boissieri ingår i släktet snokörter, och familjen strävbladiga växter. Inga underarter finns listade i Catalogue of Life.

## Bildgalleri

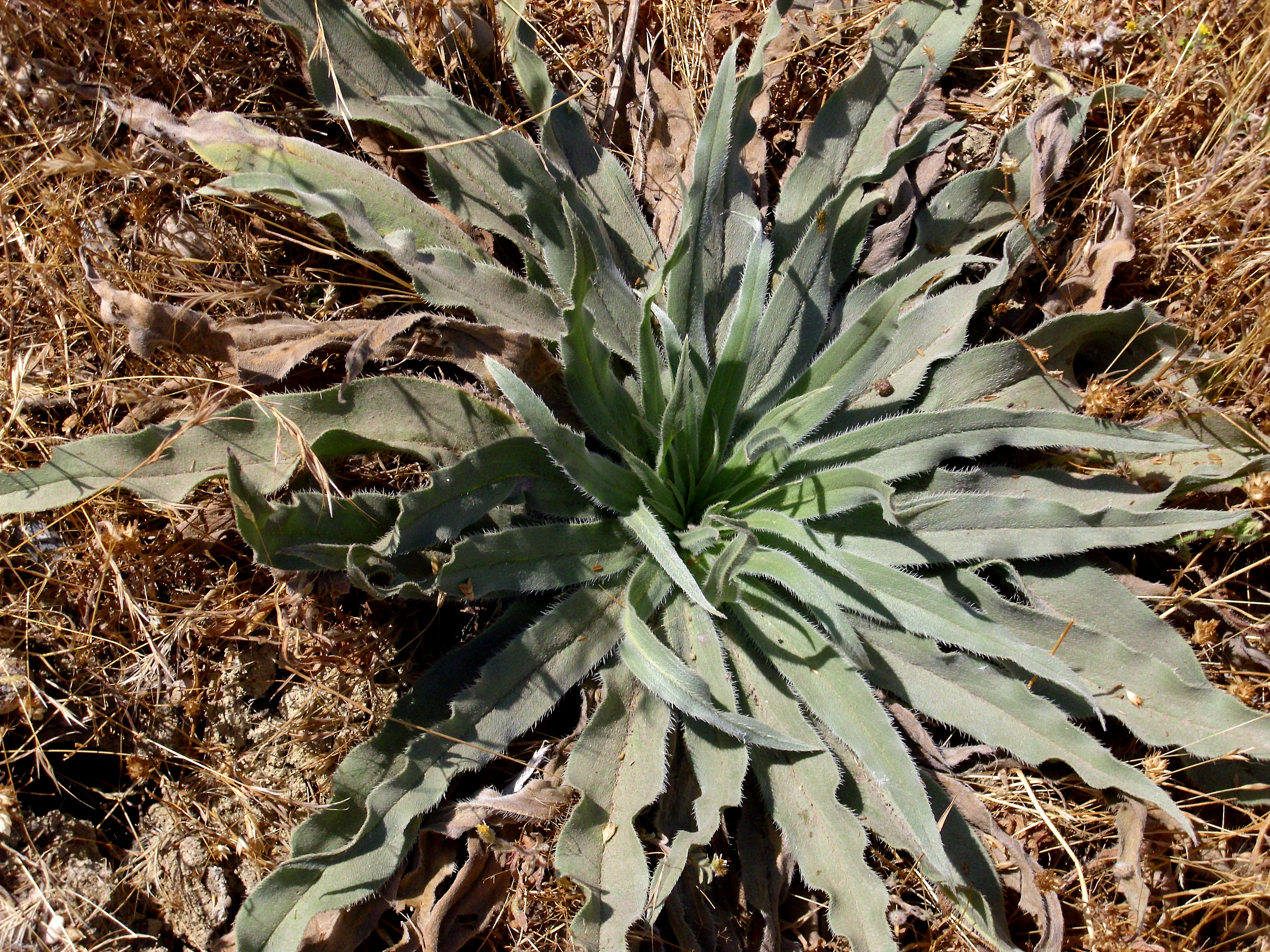
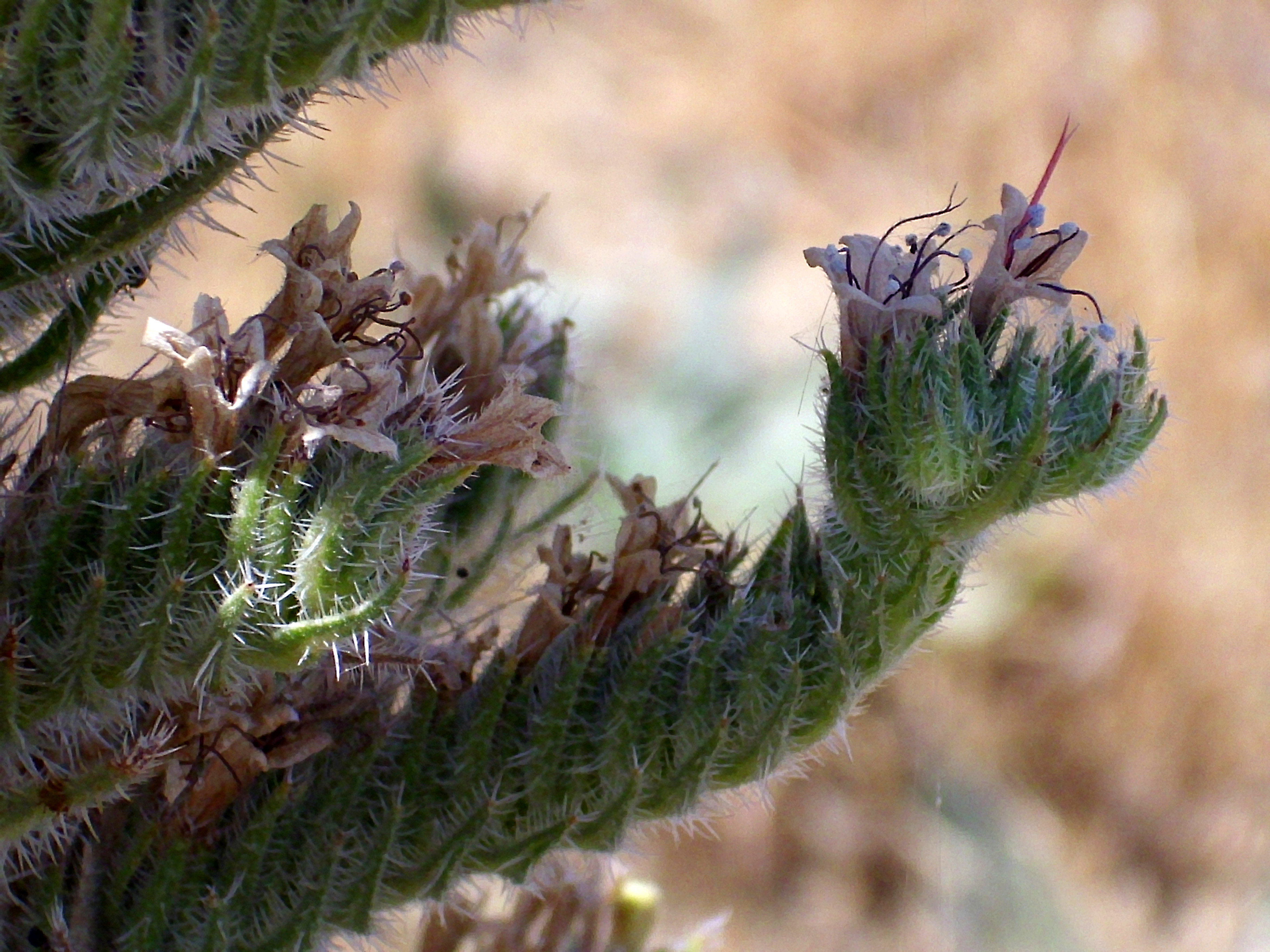